# Grand Cayman
Grand Cayman és l'illa més gran de les tres illes Caiman ocupa una superfície de 197 km² amb una població de 69.175 habitants segons cens de 2021. La seva capital és George Town.
Entre la flora hi ha els arbres Sideroxylon foetidissimum, Terminalia eriostachya. Entre la fauna la iguana Cyclura lewisi, i el lloro Amazona leucocephala caymanensis.
Les principals activitats econòmiques són el turisme i la indústria financera internacional. Centenars de bancs, asseguradores i administradors de fons d'inversions tenen a l'illa el domicili fiscal i la seva seu, atrets per l'estructura legal que permet l'existència d'un paradís fiscal que no penalitza les transaccions econòmiques amb taxes i impostos com a la majoria dels països.